# Javier Irazún
Javier Irazún, vollständiger Name Cono Javier Irazún González, (* 4. Dezember 1986 in Florida) ist ein uruguayischer Fußballspieler.

## Karriere
Der 1,84 Meter große Torhüter Irazún gehörte seit der Apertura 2006 bis einschließlich der Apertura 2009 dem Kader von Centro Atlético Fénix an. Dort sind in der Saison 2009/10 15 Einsätze in der Primera División für ihn verzeichnet. In der Clausura 2010 spielte er auf Leihbasis für den Erstligisten Danubio FC, dem er sich Anfang Januar 2010 angeschlossen hatte. Im Januar 2011 wird ein Wechsel von Danubio zum Tacuarembó FC geführt. In der Clausura 2011 bestritt er dort 14 Erstligaspiele. Ende Januar 2013 schloss er sich dann dem in Montevideo beheimateten Klub Sud América an. In der Saison 2013/14 kam er beim Erstligaaufsteiger 29-mal in der höchsten uruguayischen Spielklasse zum Einsatz. In der Spielzeit 2014/15 wurde er 30-mal in der Primera División eingesetzt. Während der Spielzeit 2015/16 folgten 30 weitere Erstligaeinsätze. Anfang Juli 2016 wechselte er zu CSD Comunicaciones. Für die Guatemalteken lief er bislang (Stand: 3. März 2017) in 31 Ligaspielen auf.